# Верхние земли (Новая Франция)

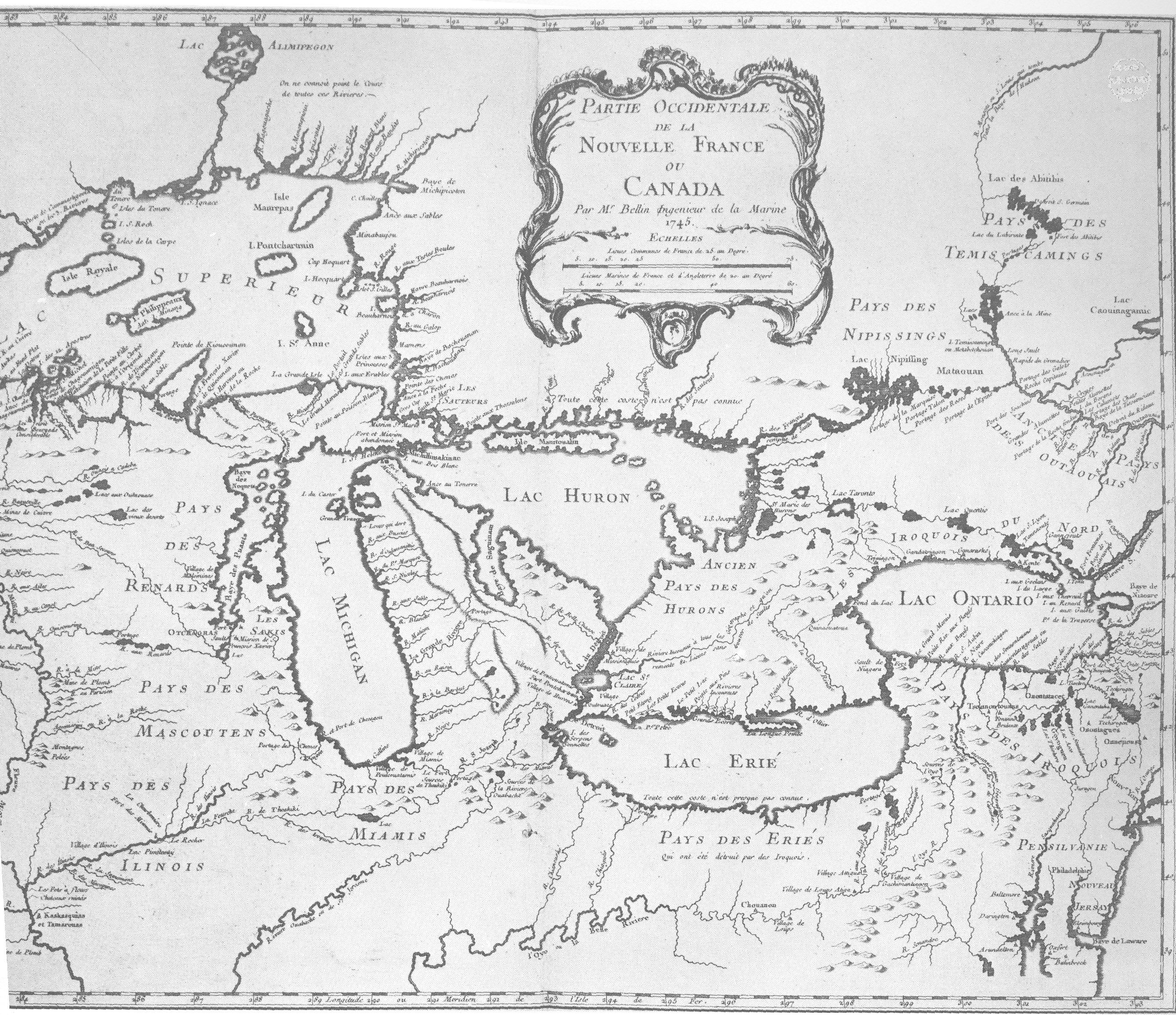
Верхние земли на карте Новой Франции

Верхние земли (фр. Pays d'en Haut) — район вокруг Великих озёр на американском континенте, который во времена французской колонизации подчинялся непосредственно губернатору Новой Франции.
Под термином «Верхние земли» понимался регион, лежащий в верховьях реки Святого Лаврентия к западу от земель, где поселились выходцы из Франции.
По мере продвижения английских и французских поселенцев на запад, чтобы закрепить своё присутствие в регионе, французские власти построили ряд фортов, главным из которых был форт Детруа.
В 1717 году часть Верхних земель, известная как Иллинойсская земля, была передана в состав колонии Луизиана.
В 1763 году, по условиям Парижского мирного договора все французские владения в Северной Америке (за исключением островов  Сен-Пьер и Микелон в Атлантическом океане вблизи побережья Канады) перешли к Великобритании и Испании.